# アベユーイチ
アベ ユーイチ（1964年〈昭和39年〉2月6日 - ）は日本の映画監督。山形県酒田市出身。
『ウルトラマンネクサス』（2004年）までは阿部雄一名義で活動していたが、ドラマ制作会社の5年D組に『プラチナエイジ』などを担当した同姓同名の演出家が在籍していたため、アベユーイチに改名した。

## 経歴・人物
山形県立酒田東高等学校映画研究部に所属し、アマチュア映画を製作。1986年、静岡大学理学部物理学科卒業。1989年、日本映画学校（現：日本映画大学）演出科を第一期にて卒業。
1993年に助監督として『お引越し』に参加。1997年にVFXコーディネーターとして『ウルトラマンゼアス2 超人大戦・光と影』より特撮作品に参加する。
映画監督や演出以外にも、CGや「GUNDAM THE RIDE」プレショー（富士急ハイランド）など、多彩な活動をおこなっている。これがきっかけとなって『SDガンダムフォース』の監督も務めた。
2015年頃からスタントチームアルファスタント代表の小池達朗と親交を持ち、同チームのジムに通って演出でのアクション面の強化を行っている。

## 主な作品

### 映画
- ガンヘッド（1989年）- 特撮班（アルバイト）[1]
- ゴジラシリーズ
  - ゴジラvsビオランテ（1989年）- 特撮班助監督[1]
  - ゴジラ FINAL WARS（2004年）- CGIディレクター[注釈 2]
- 女がいちばん似合う職業（1990年） - 助監督
- ぼくらの七日間戦争2（1991年） - 助監督
- 魚からダイオキシン!!（1992年） - 助監督
- エロティックな関係（1992年） - 助監督
- お引越し（1993年） - 助監督
- 水の旅人（1993年） - 助監督
- 夏の庭（1994年）  - 助監督
- 河童（1994年） - 助監督
- 君を忘れない（1995年） - 助監督
- ACRI（1996年） - 助監督
- 月とキャベツ（1996年） - 助監督
- ウルトラシリーズ
  - ウルトラマンゼアス2 超人大戦・光と影（1997年）- VFXコーディネーター[注釈 2]
  - ウルトラマンティガ&ウルトラマンダイナ 光の星の戦士たち（1998年）- VFXコーディネーター[注釈 2]
  - ウルトラマンティガ・ウルトラマンダイナ&ウルトラマンガイア 超時空の大決戦（1999年）- VFXコーディネーター[注釈 2]
  - ウルトラマンゼロ THE MOVIE 超決戦!ベリアル銀河帝国（2010年）- 脚本・監督
  - ウルトラマンギンガ 劇場スペシャル（2013年） - 監督
- 木曜組曲（2001年） - 助監督
- Soundtrack（2001年） - 助監督
- オー・ド・ヴィ（2002年） - 助監督
- Jam Films「けん玉」（2002年） - 助監督
- 丹下左膳 百万両の壺（2004年） - 助監督
- Jam Films S「すべり台」（2005年）- 原案・監督[注釈 2]
- テニスの王子様（2006年）- 脚本・監督[1]
- キラー・ヴァージンロード（2009年）- 監督補
- 戦国BASARA-MOONLIGHT PARTY- Remix 前篇 / 後篇（2012年） - 監督[注釈 3]
- 力俥 〜RIKISHA〜（2013年） - 監督
- 力俥 〜RIKISHA〜 草津熱湯編（2014年） - 監督
- カバディーン!!!!!!! 〜激突・怒黒高校篇〜（2014年） - 監督
- 脳漿炸裂ガール（2015年） - 監督

### テレビドラマ
- ウルトラシリーズ
  - ウルトラマンネクサス（2004年）[1][注釈 2]
  - ウルトラマンメビウス（2006年） - 監督・特技監督
  - ウルトラギャラクシー大怪獣バトル NEVER ENDING ODYSSEY（2008年）
  - ウルトラゼロファイト 第二部（2012年）
  - ウルトラマンギンガ（2013年）
  - ウルトラマンX（2015年）[1][注釈 4]
  - ウルトラマンオーブ（2016年）
- トミカヒーロー レスキューファイアー（2009年）
- キラー・ヴァージンロード プロローグドラマ（2009年）- 脚本・監督
- BUNGO -日本文学シネマ-「黄金風景」（2010年）
- おくさまは18歳（2011年）
- 戦国BASARA-MOONLIGHT PARTY-（2012年）

### アニメ
- SDガンダムフォース（2004年）- 監督・脚本・絵コンテ・演出[注釈 2]
- ケロロ軍曹（3rdシーズン・5thシーズン・6thシーズン）- 脚本
- エグザムライ（2008年）- 監督・脚本・絵コンテ
- 井戸の花嫁（2009年）- 監督・脚本・絵コンテ
- カリーノ・コニ（2014年） - 監督・絵コンテ・演出
- モンカート（2017年）ストーリーボード[5]
- あかねさす少女（2018年） - シリーズディレクター・絵コンテ
- 超次元革命アニメ Dimensionハイスクール（2019年） - 監督・脚本
- 俺を好きなのはお前だけかよ（2019年） - 絵コンテ
- ド級編隊エグゼロス（2020年） - 絵コンテ・演出
- まえせつ!（2020年） - 絵コンテ
- 装甲娘戦機（2021年） - 絵コンテ
- 東京リベンジャーズ（2021年） - 絵コンテ
- SSSS.DYNAZENON（2021年） - 絵コンテ
- 魔法科高校の優等生（2021年） - 絵コンテ
- 終末のハーレム（2022年） - 絵コンテ
- 賢者の弟子を名乗る賢者（2022年） - 絵コンテ
- トモダチゲーム（2022年） - 絵コンテ・演出
- Buddy Daddies（2023年） - 絵コンテ
- 異世界ワンターンキル姉さん 〜姉同伴の異世界生活はじめました〜（2023年） - 絵コンテ
- てんぷる（2023年） - 絵コンテ・演出
- 冒険者になりたいと都に出て行った娘がSランクになってた（2023年） - 絵コンテ
- ポケットモンスター（2023年） - 演出
- 転生したら第七王子だったので、気ままに魔術を極めます（2024年） - アクション監督・絵コンテ・アクション演出
- ワンルーム、日当たり普通、天使つき。（2024年） - 絵コンテ

### オリジナルビデオ
- ウルトラマンゼロ外伝 キラー ザ ビートスター（2011年）

### その他
- エグザムライ戦国 - 監修
- MAYA & Z「ピザ パスタ ピザ のうた」 - 日本語作詞[注釈 5]
- ピングー in ザ・シティ（2017年-） - 絵コンテ・演出
- グリッドナイトファイト（2021年） - 監督・脚本[6]